# Toszowice
Toszowice (németül: Töschwitz) falu Lubin megyében, az Alsó-sziléziai vajdaságban, Lengyelországban.

## Elhelyezkedése
Toszowice Délnyugat-Lengyelországban fekszik.

## Történelme
Toszowice település neve középkori eredetű.